# Station Takatori (Hyogo)
Station Takatori (鷹取駅, Takatori-eki) is een spoorwegstation in de wijk Suma-ku in Kobe, Japan. Het wordt aangedaan door de JR Kobe-lijn. Het station heeft twee sporen.

## Treindienst

### JR West
| 1 | ■ JR Kobe-lijn | richting Nishi-Akashi en Himeji        |
| 2 | ■ JR Kobe-lijn | richting Sannomiya, Amagasaki en Osaka |

## Geschiedenis
Het station werd in 1900 geopend.

## Overig openbaar vervoer
Bussen 8, 71, 72, 75, 81 en 85 van het busnetwerk van Kōbe.

## Stationsomgeving
- Shimonagashima-park:
- Benzineopslagplaats van Shell
- Book Off (multimediawinkel)
- FamilyMart
- Maruhachi (supermarkt)

(Tōkaidō-lijn<<) · Ōsaka · Tsukamoto · Amagasaki · Tachibana · Koshienguchi · Nishinomiya · Sakura-Shukugawa · Ashiya · Konan-Yamate · Settsu-Motoyama · Sumiyoshi · Rokkomichi · Nada · Sannomiya · Motomachi · Kōbe · Hyōgo · Shin-Nagata · Takatori · Suma-Kaihinkōen · Suma · Shioya · Tarumi · Maiko · Asagiri · Akashi · Nishi-Akashi · Okubo · Uozumi · Tsuchiyama · Higashi-Kakogawa · Kakogawa · Hoden · Sone · Himeji-Bessho · Gochaku · Himeji · (>>Sanyō-lijn) 

Wadamisaki-lijn: Hyōgo · Wadamisaki